# Список АЕС з реакторами ВВЕР
Список містить всі атомні електростанції, до складу яких входять енергоблоки з реакторами ВВЕР — діючими, які закінчили роботу, а також тими, які будуються і тими, чиє будівництво зупинено або скасовано. Список розбитий за статусом станцій і країнами-власниками, в порядку від найбільшої кількості станцій, у разі однакової кількості — за алфавітом. Список заснований на даних Міжнародного агентства з атомної енергії.
ВВЕР — двоконтурний водно-водяний корпусний енергетичний ядерний реактор з водою під тиском, одна з найбільш вдалих гілок розвитку ядерних енергетичних установок, що набула широкого поширення у світі. Реактор розроблено в СРСР паралельно з реактором РБМК.
Загальна назва реакторів цього типу в інших країнах — PWR, вони є основою світової мирної ядерної енергетики. Першу станцію з таким реактором запустили в США 1957 року, АЕС Шиппінгпорт.
Перший радянський ВВЕР (ВВЕР-210) введено в експлуатацію 1964 року на першому енергоблоці Нововоронезької АЕС (див. діючі станції). 
Першою зарубіжною станцією з реактором ВВЕР стала введена в роботу 1966 року Райнсберзька АЕС (НДР) (див. зупинені станції).
Творці реакторів ВВЕР:
- науковий керівник: Курчатовський інститут (м. Москва)
- розробник: ОКБ «Гідропрес» (м. Подольськ)
- виробник: Іжорські заводи (м. Санкт-Петербург), до початку 1990-х реактори також виготовлялися заводом Атоммаш (м. Волгодонськ) і компанією ŠKODA JS (Чехія)

## Діючі станції
Станом на 2018 рік у світі експлуатується 57 реакторів ВВЕР (майже 13 % загальної кількості діючих енергетичних реакторів у світі) на 20 атомних станціях в 11 країнах. Ще 10 реакторів виведено з експлуатації з різних причин. Ядерне паливо у вигляді тепловидільних збірок для всіх станцій постачала і постачає російська компанія ТВЕЛ. 

### Росія
| Зображення | Назва              | Енергоблоки | Реактори  | Потужність, МВт | Початок будівництва | Введення в роботу | Закінчення роботи | Примітки |
| ---------- | ------------------ | ----------- | --------- | --------------- | ------------------- | ----------------- | ----------------- | --- |
|            | Балаковська АЕС    | 1           | ВВЕР-1000 | 1000            | 1980                | 1985              |                   | К |
| 2          | Балаковська АЕС    | ВВЕР-1000   | 1000      | 1981            | 1987                |                   |                   | К |
| 3          | Балаковська АЕС    | ВВЕР-1000   | 1000      | 1982            | 1988                |                   |                   | К |
| 4          | Балаковська АЕС    | ВВЕР-1000   | 1000      | 1984            | 1993                |                   |                   | К |
| 5          | Балаковська АЕС    | ВВЕР-1000   | 1000      | 1987            | законсервований     |                   |                   | К |
| 6          | Балаковська АЕС    | ВВЕР-1000   | 1000      | 1988            | законсервований     |                   |                   | К |
|            | Калінінська АЕС    | 1           | ВВЕР-1000 | 1000            | 1977                | 1984              |                   | |
| 2          | Калінінська АЕС    | ВВЕР-1000   | 1000      | 1982            | 1986                |                   |                   | |
| 3          | Калінінська АЕС    | ВВЕР-1000   | 1000      | 1985            | 2004                |                   |                   | |
| 4          | Калінінська АЕС    | ВВЕР-1000   | 1000      | 1986            | 2011                |                   |                   | |
|            | Кольська АЕС       | 1           | ВВЕР-440  | 440             | 1970                | 1973              |                   | |
| 2          | Кольська АЕС       | ВВЕР-440    | 440       | 1970            | 1974                |                   |                   | |
| 3          | Кольська АЕС       | ВВЕР-440    | 440       | 1977            | 1981                |                   |                   | |
| 4          | Кольська АЕС       | ВВЕР-440    | 440       | 1976            | 1984                |                   |                   | |
|            | Нововоронезька АЕС | 1           | ВВЕР-210  | 210             | 1957                | 1964              | 1988              | На станції вперше випробувано всі технічні рішення лінійки ВВЕР, що дозволило надалі серійно будувати енергоблоки.                           |
| 2          | Нововоронезька АЕС | ВВЕР-365    | 365       | 1964            | 1969                | 1990              |                   | На станції вперше випробувано всі технічні рішення лінійки ВВЕР, що дозволило надалі серійно будувати енергоблоки.                           |
| 3          | Нововоронезька АЕС | ВВЕР-440    | 440       | 1967            | 1971                | 2016              |                   | На станції вперше випробувано всі технічні рішення лінійки ВВЕР, що дозволило надалі серійно будувати енергоблоки.                           |
| 4          | Нововоронезька АЕС | ВВЕР-440    | 440       | 1967            | 1972                |                   |                   | На станції вперше випробувано всі технічні рішення лінійки ВВЕР, що дозволило надалі серійно будувати енергоблоки.                           |
| 5          | Нововоронезька АЕС | ВВЕР-1000   | 1000      | 1974            | 1980                |                   |                   | На станції вперше випробувано всі технічні рішення лінійки ВВЕР, що дозволило надалі серійно будувати енергоблоки.                           |
| 6 (2-1)    | Нововоронезька АЕС | ВВЕР-1200   | 1200      | 2008            | 2016                |                   |                   | На станції вперше випробувано всі технічні рішення лінійки ВВЕР, що дозволило надалі серійно будувати енергоблоки.                           |
| 7 (2-2)    | Нововоронезька АЕС | ВВЕР-1200   | 1200      | 2009            | 2018                |                   |                   | На станції вперше випробувано всі технічні рішення лінійки ВВЕР, що дозволило надалі серійно будувати енергоблоки.                           |
| 8 (2-3)    | Нововоронезька АЕС | ВВЕР-1300   | 1255      | Проект          | Проект              | Проект            |                   | На станції вперше випробувано всі технічні рішення лінійки ВВЕР, що дозволило надалі серійно будувати енергоблоки.                           |
| 9 (2-4)    | Нововоронезька АЕС | ВВЕР-1300   | 1255      | Проект          | Проект              | Проект            |                   | На станції вперше випробувано всі технічні рішення лінійки ВВЕР, що дозволило надалі серійно будувати енергоблоки.                           |
|            | Ростовська АЕС     | 1           | ВВЕР-1000 | 1000            | 1981                | 2001              |                   | Перша АЕС, яку ввели в експлуатацію в Росії після розпаду СРСР. Найбільший в Росії виробник електроенергії. Лідер атомної енергетики країни. |
| 2          | Ростовська АЕС     | ВВЕР-1000   | 1000      | 1983            | 2010                |                   |                   | Перша АЕС, яку ввели в експлуатацію в Росії після розпаду СРСР. Найбільший в Росії виробник електроенергії. Лідер атомної енергетики країни. |
| 3          | Ростовська АЕС     | ВВЕР-1000   | 1100      | 2009            | 2015                |                   |                   | Перша АЕС, яку ввели в експлуатацію в Росії після розпаду СРСР. Найбільший в Росії виробник електроенергії. Лідер атомної енергетики країни. |
| 4          | Ростовська АЕС     | ВВЕР-1000   | 1100      | 2010            | 2018                |                   |                   | Перша АЕС, яку ввели в експлуатацію в Росії після розпаду СРСР. Найбільший в Росії виробник електроенергії. Лідер атомної енергетики країни. |

### Україна
| Зображення | Назва               | Енергоблоки | Реактори  | Потужність, МВт              | Початок будівництва          | Введення в роботу            | Закінчення роботи | Примітки                                                              |
| ---------- | ------------------- | ----------- | --------- | ---------------------------- | ---------------------------- | ---------------------------- | ----------------- | --------------------------------------------------------------------- |
|            | Запорізька АЕС      | 1           | ВВЕР-1000 | 1000                         | 1980                         | 1984                         |                   | Найбільша АЕС в Європі. Найбільший виробник електроенергії в Україні. |
| 2          | Запорізька АЕС      | ВВЕР-1000   | 1000      | 1981                         | 1985                         |                              |                   | Найбільша АЕС в Європі. Найбільший виробник електроенергії в Україні. |
| 3          | Запорізька АЕС      | ВВЕР-1000   | 1000      | 1982                         | 1986                         |                              |                   | Найбільша АЕС в Європі. Найбільший виробник електроенергії в Україні. |
| 4          | Запорізька АЕС      | ВВЕР-1000   | 1000      | 1983                         | 1987                         |                              |                   | Найбільша АЕС в Європі. Найбільший виробник електроенергії в Україні. |
| 5          | Запорізька АЕС      | ВВЕР-1000   | 1000      | 1985                         | 1989                         |                              |                   | Найбільша АЕС в Європі. Найбільший виробник електроенергії в Україні. |
| 6          | Запорізька АЕС      | ВВЕР-1000   | 1000      | 1986                         | 1995                         |                              |                   | Найбільша АЕС в Європі. Найбільший виробник електроенергії в Україні. |
|            | Рівненська АЕС      | 1           | ВВЕР-440  | 440                          | 1973                         | 1980                         |                   | Перша в Україні АЕС з реакторами ВВЕР і єдина — з ВВЕР-440.           |
| 2          | Рівненська АЕС      | ВВЕР-440    | 440       | 1973                         | 1981                         |                              |                   | Перша в Україні АЕС з реакторами ВВЕР і єдина — з ВВЕР-440.           |
| 3          | Рівненська АЕС      | ВВЕР-1000   | 1000      | 1980                         | 1986                         |                              |                   | Перша в Україні АЕС з реакторами ВВЕР і єдина — з ВВЕР-440.           |
| 4          | Рівненська АЕС      | ВВЕР-1000   | 1000      | 1986                         | 2004                         |                              |                   | Перша в Україні АЕС з реакторами ВВЕР і єдина — з ВВЕР-440.           |
| 5          | Рівненська АЕС      | ВВЕР-1000   | 1000      | будівництво не розпочиналось | будівництво не розпочиналось | будівництво не розпочиналось |                   | Перша в Україні АЕС з реакторами ВВЕР і єдина — з ВВЕР-440.           |
| 6          | Рівненська АЕС      | ВВЕР-1000   | 1000      | будівництво не розпочиналось | будівництво не розпочиналось | будівництво не розпочиналось |                   | Перша в Україні АЕС з реакторами ВВЕР і єдина — з ВВЕР-440.           |
|            | Хмельницька АЕС     | 1           | ВВЕР-1000 | 1000                         | 1981                         | 1987                         |                   |                                                                       |
| 2          | Хмельницька АЕС     | ВВЕР-1000   | 1000      | 1985                         | 2004                         |                              |                   |                                                                       |
| 3          | Хмельницька АЕС     | ВВЕР-1000   | 1000      | 1986                         | будується                    |                              |                   |                                                                       |
| 4          | Хмельницька АЕС     | ВВЕР-1000   | 1000      | 1987                         | будується                    |                              |                   |                                                                       |
|            | Южно-Українська АЕС | 1           | ВВЕР-1000 | 1000                         | 1977                         | 1982                         |                   |                                                                       |
| 2          | Южно-Українська АЕС | ВВЕР-1000   | 1000      | 1979                         | 1985                         |                              |                   |                                                                       |
| 3          | Южно-Українська АЕС | ВВЕР-1000   | 1000      | 1985                         | 1989                         |                              |                   |                                                                       |
| 4          | Южно-Українська АЕС | ВВЕР-1000   | 1000      | 1987                         | законсервований              |                              |                   |                                                                       |

### Словаччина
| Зображення | Назва        | Енергоблоки | Реактори | Потужність, МВт | Початок будівництва | Введення в роботу | Закінчення роботи | Примітки                                                                                        |
| ---------- | ------------ | ----------- | -------- | --------------- | ------------------- | ----------------- | ----------------- | ----------------------------------------------------------------------------------------------- |
|            | АЕС Богуниці | 1           | ВВЕР-440 | 440             | 1972                | 1978              | 2006              | Два блоки зупинено за наполяганням Європейського Союзу. Розглядається будівництво нового блоку. |
| 2          | АЕС Богуниці | ВВЕР-440    | 440      | 1972            | 1980                | 2008              |                   | Два блоки зупинено за наполяганням Європейського Союзу. Розглядається будівництво нового блоку. |
| 3          | АЕС Богуниці | ВВЕР-440    | 483      | 1976            | 1984                |                   |                   | Два блоки зупинено за наполяганням Європейського Союзу. Розглядається будівництво нового блоку. |
| 4          | АЕС Богуниці | ВВЕР-440    | 483      | 1976            | 1985                |                   |                   | Два блоки зупинено за наполяганням Європейського Союзу. Розглядається будівництво нового блоку. |
|            | АЕС Моховце  | 1           | ВВЕР-440 | 470             | 1983                | 1998              |                   | 2009 року Атомстройекспорт відновив добудову 3 і 4 блоків.                                      |
| 2          | АЕС Моховце  | ВВЕР-440    | 470      | 1983            | 1999                |                   |                   | 2009 року Атомстройекспорт відновив добудову 3 і 4 блоків.                                      |
| 3          | АЕС Моховце  | ВВЕР-440    | 440      | 1985            | будується           |                   |                   | 2009 року Атомстройекспорт відновив добудову 3 і 4 блоків.                                      |
| 4          | АЕС Моховце  | ВВЕР-440    | 440      | 1985            | будується           |                   |                   | 2009 року Атомстройекспорт відновив добудову 3 і 4 блоків.                                      |

### Чехія
| Зображення | Назва        | Енергоблоки | Реактори  | Потужність, МВт | Початок будівництва | Введення в роботу | Закінчення роботи | Примітки                                                                                    |
| ---------- | ------------ | ----------- | --------- | --------------- | ------------------- | ----------------- | ----------------- | ------------------------------------------------------------------------------------------- |
|            | АЕС Дуковани | 1           | ВВЕР-440  | 456             | 1979                | 1985              |                   |                                                                                             |
| 2          | АЕС Дуковани | ВВЕР-440    | 456       | 1979            | 1986                |                   |                   |                                                                                             |
| 3          | АЕС Дуковани | ВВЕР-440    | 498       | 1979            | 1986                |                   |                   |                                                                                             |
| 4          | АЕС Дуковани | ВВЕР-440    | 456       | 1979            | 1987                |                   |                   |                                                                                             |
|            | АЕС Темелін  | 1           | ВВЕР-1000 | 1013            | 1987                | 2000              |                   | Найбільший у Чехії виробник електроенергії. Відкрито тендер на добудову 3 і 4 енергоблоків. |
| 2          | АЕС Темелін  | ВВЕР-1000   | 1013      | 1987            | 2002                |                   |                   | Найбільший у Чехії виробник електроенергії. Відкрито тендер на добудову 3 і 4 енергоблоків. |
| 3          | АЕС Темелін  | ВВЕР-1000   | 1000      | 1985            | отменён             |                   |                   | Найбільший у Чехії виробник електроенергії. Відкрито тендер на добудову 3 і 4 енергоблоків. |
| 4          | АЕС Темелін  | ВВЕР-1000   | 1000      | 1985            | отменён             |                   |                   | Найбільший у Чехії виробник електроенергії. Відкрито тендер на добудову 3 і 4 енергоблоків. |

### Вірменія
| Зображення | Назва                            | Енергоблоки | Реактори | Потужність, МВт              | Початок будівництва          | Введення в роботу            | Закінчення роботи | Примітки |
| ---------- | -------------------------------- | ----------- | -------- | ---------------------------- | ---------------------------- | ---------------------------- | ----------------- | --- |
|            | Вірменська атомна електростанція | 1           | ВВЕР-440 | 408                          | 1969                         | 1976                         | 1989              | Після Спітакського землетрусу в 1989 році станцію зупинено. 1995 року блок 2 відновлено, виробляє понад 40% енергії Вірменії. Планується будівництво нового блоку. |
| 2          | Вірменська атомна електростанція | ВВЕР-440    | 408      | 1975                         | 1980                         |                              |                   | Після Спітакського землетрусу в 1989 році станцію зупинено. 1995 року блок 2 відновлено, виробляє понад 40% енергії Вірменії. Планується будівництво нового блоку. |
| 3          | Вірменська атомна електростанція | ВВЕР-440    | 440      | будівництво не розпочиналось | будівництво не розпочиналось | будівництво не розпочиналось |                   | Після Спітакського землетрусу в 1989 році станцію зупинено. 1995 року блок 2 відновлено, виробляє понад 40% енергії Вірменії. Планується будівництво нового блоку. |
| 4          | Вірменська атомна електростанція | ВВЕР-440    | 440      | будівництво не розпочиналось | будівництво не розпочиналось | будівництво не розпочиналось |                   | Після Спітакського землетрусу в 1989 році станцію зупинено. 1995 року блок 2 відновлено, виробляє понад 40% енергії Вірменії. Планується будівництво нового блоку. |

### Болгарія
| Зображення | Назва        | Енергоблоки | Реактори | Потужність, МВт | Початок будівництва | Введення в роботу | Закінчення роботи | Примітки                                                                                        |
| ---------- | ------------ | ----------- | -------- | --------------- | ------------------- | ----------------- | ----------------- | ----------------------------------------------------------------------------------------------- |
|            | АЕС Козлодуй | 1           | ВВЕР-440 | 440             | 1970                | 1974              | 2002              | Чотири блоки зупинено за наполяганням Європейського Союзу. Планується будівництво нового блоку. |
| 2          | АЕС Козлодуй | ВВЕР-440    | 440      | 1970            | 1975                | 2002              |                   | Чотири блоки зупинено за наполяганням Європейського Союзу. Планується будівництво нового блоку. |
| 3          | АЕС Козлодуй | ВВЕР-440    | 440      | 1973            | 1980                | 2006              |                   | Чотири блоки зупинено за наполяганням Європейського Союзу. Планується будівництво нового блоку. |
| 4          | АЕС Козлодуй | ВВЕР-440    | 440      | 1973            | 1982                | 2006              |                   | Чотири блоки зупинено за наполяганням Європейського Союзу. Планується будівництво нового блоку. |
| 5          | АЕС Козлодуй | ВВЕР-1000   | 1000     | 1980            | 1987                |                   |                   | Чотири блоки зупинено за наполяганням Європейського Союзу. Планується будівництво нового блоку. |
| 6          | АЕС Козлодуй | ВВЕР-1000   | 1000     | 1982            | 1991                |                   |                   | Чотири блоки зупинено за наполяганням Європейського Союзу. Планується будівництво нового блоку. |

### Угорщина
| Зображення | Назва    | Енергоблоки | Реактори |      | Потужність, МВт                    | Початок будівництва                | Введення в роботу                  | Закінчення роботи | Примітки                                                                                    |
| ---------- | -------- | ----------- | -------- | ---- | ---------------------------------- | ---------------------------------- | ---------------------------------- | ----------------- | ------------------------------------------------------------------------------------------- |
|            | АЕС Пакш | 1           | ВВЕР-440 |      | 500                                | 1974                               | 1982                               |                   | Перша європейська АЕС типового проекту з ВВЕР-440. Частину обладнання виготовлено в Європі. |
| 2          | АЕС Пакш | ВВЕР-440    |          | 470  | 1974                               | 1984                               |                                    |                   | Перша європейська АЕС типового проекту з ВВЕР-440. Частину обладнання виготовлено в Європі. |
| 3          | АЕС Пакш | ВВЕР-440    |          | 470  | 1979                               | 1986                               |                                    |                   | Перша європейська АЕС типового проекту з ВВЕР-440. Частину обладнання виготовлено в Європі. |
| 4          | АЕС Пакш | ВВЕР-440    |          | 500  | 1979                               | 1987                               |                                    |                   | Перша європейська АЕС типового проекту з ВВЕР-440. Частину обладнання виготовлено в Європі. |
| 5          | АЕС Пакш | ВВЕР-1200   |          | 1000 | будівництво розпочнеться 2018 року | будівництво розпочнеться 2018 року | будівництво розпочнеться 2018 року |                   |                                                                                             |
| 6          | АЕС Пакш | ВВЕР-1200   |          | 1000 | будівництво розпочнеться 2018 року | будівництво розпочнеться 2018 року | будівництво розпочнеться 2018 року |                   |                                                                                             |

 Індія

### Іран
| Зображення | Назва         | Енергоблоки | Реактори  | Потужність, МВт | Початок будівництва | Введення в роботу | Закінчення роботи | Примітки |
| ---------- | ------------- | ----------- | --------- | --------------- | ------------------- | ----------------- | ----------------- | --- |
|            | Бушерська АЕС | 1           | ВВЕР-1000 | 1000            | 1975                | 2011              |                   | Будівництво вів KWU від 1975 до 1980 року (зупинено через санкції проти Ірану після ісламської революції). Від 1998 року добудовувала Росія. Через технічно складні умови з боку Ірану (використання німецьких споруд і обладнання), станцію добудовували тривалий час. |
| 2          | Бушерська АЕС | ВВЕР-1000   | 1000      |                 |                     |                   |                   | Будівництво вів KWU від 1975 до 1980 року (зупинено через санкції проти Ірану після ісламської революції). Від 1998 року добудовувала Росія. Через технічно складні умови з боку Ірану (використання німецьких споруд і обладнання), станцію добудовували тривалий час. |
| 3          | Бушерська АЕС | ВВЕР-1000   | 1000      |                 |                     |                   |                   | Будівництво вів KWU від 1975 до 1980 року (зупинено через санкції проти Ірану після ісламської революції). Від 1998 року добудовувала Росія. Через технічно складні умови з боку Ірану (використання німецьких споруд і обладнання), станцію добудовували тривалий час. |

### Китай
| Зображення | Назва           | Енергоблоки | Реактори  | Потужність, МВт | Початок будівництва | Введення в роботу | Закінчення роботи | Примітки |
| ---------- | --------------- | ----------- | --------- | --------------- | ------------------- | ----------------- | ----------------- | --- |
|            | Тяньванська АЕС | 1           | ВВЕР-1000 | 1000            | 1999                | 2006              |                   | Перша станція з ВВЕР, побудована з нуля Росією за кордоном після розпаду СРСР. Розпочато будівництво ще двох блоків. |
| 2          | Тяньванська АЕС | ВВЕР-1000   | 1000      | 2000            | 2007                |                   |                   | Перша станція з ВВЕР, побудована з нуля Росією за кордоном після розпаду СРСР. Розпочато будівництво ще двох блоків. |
| 3          | Тяньванська АЕС | ВВЕР-1000   | 1000      | 2012            |                     |                   |                   | Перша станція з ВВЕР, побудована з нуля Росією за кордоном після розпаду СРСР. Розпочато будівництво ще двох блоків. |
| 4          | Тяньванська АЕС | ВВЕР-1000   | 1000      | 2013            |                     |                   |                   | Перша станція з ВВЕР, побудована з нуля Росією за кордоном після розпаду СРСР. Розпочато будівництво ще двох блоків. |
| 7          | Тяньванська АЕС | ВВЕР        | 1200      | проект          | проект              | проект            |                   | Перша станція з ВВЕР, побудована з нуля Росією за кордоном після розпаду СРСР. Розпочато будівництво ще двох блоків. |
| 8          | Тяньванська АЕС | ВВЕР        | 1200      | проект          | проект              | проект            |                   | Перша станція з ВВЕР, побудована з нуля Росією за кордоном після розпаду СРСР. Розпочато будівництво ще двох блоків. |

### Фінляндія
| Зображення | Назва       | Енергоблоки | Реактори | Потужність, МВт | Початок будівництва | Введення в роботу | Закінчення роботи | Примітки                                                                            |
| ---------- | ----------- | ----------- | -------- | --------------- | ------------------- | ----------------- | ----------------- | ----------------------------------------------------------------------------------- |
|            | АЕС Ловійса | 1           | ВВЕР-440 | 510             | 1971                | 1977              |                   | Постійно суттєво модернізується. Вважається однією з найбільш ефективних АЕС світу. |
| 2          | АЕС Ловійса | ВВЕР-440    | 510      | 1972            | 1980                |                   |                   | Постійно суттєво модернізується. Вважається однією з найбільш ефективних АЕС світу. |

## Споруджувані станції
Спорудження станцій з ВВЕР у Росії ведеться в рамках федеральної цільової програми з розвитку ядерної енергетики. Крім того, реалізуються проекти у декількох країнах світу, при цьому ВВЕР є єдиною експортною технологією Росії в галузі ядерної енергетики. 

### Росія
| Зображення | Назва               | Енергоблоки | Реактори | Потужність, МВт | Початок будівництва | Примітки |
| ---------- | ------------------- | ----------- | -------- | --------------- | ------------------- | --- |
|            | Балтійська АЕС      | 1           | ВВЕР     | 1194            | 2012                | Станції — перші АЕС, які будуються з нуля після розпаду СРСР. Обидві будуються за проектом АЕС-2006 з реакторами, які є еволюційним розвитком технології ВВЕР. Планується, що енергоблоки станцій дадуть початок новому серійному будівництву. |
| 2          | Балтійська АЕС      | ВВЕР        | 1194     | проект          |                     | Станції — перші АЕС, які будуються з нуля після розпаду СРСР. Обидві будуються за проектом АЕС-2006 з реакторами, які є еволюційним розвитком технології ВВЕР. Планується, що енергоблоки станцій дадуть початок новому серійному будівництву. |
|            | Ленінградська АЕС-2 | 1           | ВВЕР     | 1170            | 2008                | Станції — перші АЕС, які будуються з нуля після розпаду СРСР. Обидві будуються за проектом АЕС-2006 з реакторами, які є еволюційним розвитком технології ВВЕР. Планується, що енергоблоки станцій дадуть початок новому серійному будівництву. |
| 2          | Ленінградська АЕС-2 | ВВЕР        | 1170     | 2010            |                     | Станції — перші АЕС, які будуються з нуля після розпаду СРСР. Обидві будуються за проектом АЕС-2006 з реакторами, які є еволюційним розвитком технології ВВЕР. Планується, що енергоблоки станцій дадуть початок новому серійному будівництву. |
| 3          | Ленінградська АЕС-2 | ВВЕР        | 1170     | проект          |                     | Станції — перші АЕС, які будуються з нуля після розпаду СРСР. Обидві будуються за проектом АЕС-2006 з реакторами, які є еволюційним розвитком технології ВВЕР. Планується, що енергоблоки станцій дадуть початок новому серійному будівництву. |
| 4          | Ленінградська АЕС-2 | ВВЕР        | 1170     | проект          |                     | Станції — перші АЕС, які будуються з нуля після розпаду СРСР. Обидві будуються за проектом АЕС-2006 з реакторами, які є еволюційним розвитком технології ВВЕР. Планується, що енергоблоки станцій дадуть початок новому серійному будівництву. |

### Білорусь
| Зображення | Назва          | Енергоблоки | Реактори | Потужність, МВт | Початок будівництва | Примітки |
| ---------- | -------------- | ----------- | -------- | --------------- | ------------------- | -------- |
|            | Білоруська АЕС | 1           | ВВЕР     | 1194            | 2013                |          |
| 2          | Білоруська АЕС | ВВЕР        | 1194     | 2014            |                     |          |

### Індія
| Зображення | Назва          | Енергоблоки | Реактори  | Потужність, МВт | Початок будівництва | Примітки |
| ---------- | -------------- | ----------- | --------- | --------------- | ------------------- | --- |
|            | АЕС Куданкулам | 1           | ВВЕР-1000 | 1000            | 2002                | У зв'язку з новизною деяких технічних рішень, а також з тим, що індійці наполягли на самостійному проведенні будівельних та монтажних робіт за відсутності в них досвіду будівництва АЕС з легководними реакторами, реалізація проекту затягнулась. |
| 2          | АЕС Куданкулам | ВВЕР-1000   | 1000      | 2002            |                     | У зв'язку з новизною деяких технічних рішень, а також з тим, що індійці наполягли на самостійному проведенні будівельних та монтажних робіт за відсутності в них досвіду будівництва АЕС з легководними реакторами, реалізація проекту затягнулась. |
| 3          | АЕС Куданкулам | ВВЕР-1000   | 1000      | проект          |                     | У зв'язку з новизною деяких технічних рішень, а також з тим, що індійці наполягли на самостійному проведенні будівельних та монтажних робіт за відсутності в них досвіду будівництва АЕС з легководними реакторами, реалізація проекту затягнулась. |
| 4          | АЕС Куданкулам | ВВЕР-1000   | 1000      | проект          |                     | У зв'язку з новизною деяких технічних рішень, а також з тим, що індійці наполягли на самостійному проведенні будівельних та монтажних робіт за відсутності в них досвіду будівництва АЕС з легководними реакторами, реалізація проекту затягнулась. |

## Зупинені станції
Станом на 2018 рік лише Німеччина повністю відмовилася від АЕС з реакторами ВВЕР.

### Німеччина
| Зображення | Назва               | Енергоблоки | Реактори | Потужність, МВт | Початок будівництва        | Введення в роботу          | Закінчення роботи | Примітки |
| ---------- | ------------------- | ----------- | -------- | --------------- | -------------------------- | -------------------------- | ----------------- | --- |
|            | Грайфсвальдська АЕС | 1           | ВВЕР-440 | 440             | 1970                       | 1973                       | 1990              | Станцію зупинено з політичних причин. При цьому блок-5 пропрацював 7 місяців, а повністю готовий блок-6 не стали пускати. |
| 2          | Грайфсвальдська АЕС | ВВЕР-440    | 440      | 1970            | 1974                       | 1990                       |                   | Станцію зупинено з політичних причин. При цьому блок-5 пропрацював 7 місяців, а повністю готовий блок-6 не стали пускати. |
| 3          | Грайфсвальдська АЕС | ВВЕР-440    | 440      | 1972            | 1977                       | 1990                       |                   | Станцію зупинено з політичних причин. При цьому блок-5 пропрацював 7 місяців, а повністю готовий блок-6 не стали пускати. |
| 4          | Грайфсвальдська АЕС | ВВЕР-440    | 440      | 1972            | 1979                       | 1990                       |                   | Станцію зупинено з політичних причин. При цьому блок-5 пропрацював 7 місяців, а повністю готовий блок-6 не стали пускати. |
| 5          | Грайфсвальдська АЕС | ВВЕР-440    | 440      | 1976            | 1989                       | 1989                       |                   | Станцію зупинено з політичних причин. При цьому блок-5 пропрацював 7 місяців, а повністю готовий блок-6 не стали пускати. |
| 6          | Грайфсвальдська АЕС | ВВЕР-440    | 440      | 1976            | не введений в експлуатацію | не введений в експлуатацію |                   | Станцію зупинено з політичних причин. При цьому блок-5 пропрацював 7 місяців, а повністю готовий блок-6 не стали пускати. |
| 7          | Грайфсвальдська АЕС | ВВЕР-440    | 440      | 1978            | будівництво зупинено 1990  | будівництво зупинено 1990  |                   | Станцію зупинено з політичних причин. При цьому блок-5 пропрацював 7 місяців, а повністю готовий блок-6 не стали пускати. |
| 8          | Грайфсвальдська АЕС | ВВЕР-440    | 440      | 1978            | будівництво зупинено 1990  | будівництво зупинено 1990  |                   | Станцію зупинено з політичних причин. При цьому блок-5 пропрацював 7 місяців, а повністю готовий блок-6 не стали пускати. |
|            | Райнсберзька АЕС    | 1           | ВВЕР-210 | 70              | 1960                       | 1966                       | 1990              | Перша АЕС, яку спорудив СРСР за кордоном, при цьому перша АЕС в НДР.                                                      |

## Зупинені будівництва
Після розпаду СРСР у зв'язку серйозними економічними і політичними змінами в Росії та інших країнах будівництво багатьох АЕС було зупинено. Єдиною станцією, яку запустили згодом, стала Ростовська АЕС. 

### Росія
| Зображення | Назва          | Енергоблоки | Реактори  | Потужність, МВт              | Початок будівництва          | Будівництво зупинено | Примітки                                                                    |
| ---------- | -------------- | ----------- | --------- | ---------------------------- | ---------------------------- | -------------------- | --------------------------------------------------------------------------- |
|            | Башкирська АЕС | 1           | ВВЕР-1000 | 1000                         | 1983                         | 1990                 | Будівництво законсервовано. У далекій перспективі можлива добудова станцій. |
| 2          | Башкирська АЕС | ВВЕР-1000   | 1000      | 1983                         | 1990                         |                      | Будівництво законсервовано. У далекій перспективі можлива добудова станцій. |
| 3          | Башкирська АЕС | ВВЕР-1000   | 1000      | шла подготовка               | шла подготовка               |                      | Будівництво законсервовано. У далекій перспективі можлива добудова станцій. |
| 4          | Башкирська АЕС | ВВЕР-1000   | 1000      | будівництво не розпочиналось | будівництво не розпочиналось |                      | Будівництво законсервовано. У далекій перспективі можлива добудова станцій. |
|            | Татарська АЕС  | 1           | ВВЕР-1000 | 1000                         | 1987                         | 1990                 | Будівництво законсервовано. У далекій перспективі можлива добудова станцій. |
| 2          | Татарська АЕС  | ВВЕР-1000   | 1000      | 1988                         | 1990                         |                      | Будівництво законсервовано. У далекій перспективі можлива добудова станцій. |
| 3          | Татарська АЕС  | ВВЕР-1000   | 1000      | будівництво не розпочиналось | будівництво не розпочиналось |                      | Будівництво законсервовано. У далекій перспективі можлива добудова станцій. |
| 4          | Татарська АЕС  | ВВЕР-1000   | 1000      | будівництво не розпочиналось | будівництво не розпочиналось |                      | Будівництво законсервовано. У далекій перспективі можлива добудова станцій. |

### Україна
| Зображення | Назва                          | Енергоблоки | Реактори  | Потужність, МВт              | Початок будівництва          | Будівництво зупинено | Примітки |
| ---------- | ------------------------------ | ----------- | --------- | ---------------------------- | ---------------------------- | -------------------- | -------- |
|            | Кримська атомна електростанція | 1           | ВВЕР-1000 | 1000                         | 1982                         | 1989                 |          |
| 2          | Кримська атомна електростанція | ВВЕР-1000   | 1000      | 1983                         | 1989                         |                      |          |
| 3          | Кримська атомна електростанція | ВВЕР-1000   | 1000      | будівництво не розпочиналось | будівництво не розпочиналось |                      |          |
| 4          | Кримська атомна електростанція | ВВЕР-1000   | 1000      | будівництво не розпочиналось | будівництво не розпочиналось |                      |          |

### Білорусь
| Зображення | Назва        | Енергоблок | Реактори  | Потужність, МВт | Початок будівництва | Будівництво зупинено | Примітки |
| ---------- | ------------ | ---------- | --------- | --------------- | ------------------- | -------------------- | --- |
|            | Мінська АТЕЦ | 1          | ВВЕР-1000 | 940             | 1983                | 1987                 | У зв'язку з Чорнобильською катастрофою будівництво зупинено. Згодом переобладнана в ТЕЦ, нині Мінська ТЕЦ-5. |
| 2          | Мінська АТЕЦ | ВВЕР-1000  | 940       | 1983            | 1987                |                      | У зв'язку з Чорнобильською катастрофою будівництво зупинено. Згодом переобладнана в ТЕЦ, нині Мінська ТЕЦ-5. |

### Болгарія
| Зображення | Назва      | Енергоблоки | Реактори  | Потужність, МВт | Початок будівництва | Будівництво зупинено | Примітки |
| ---------- | ---------- | ----------- | --------- | --------------- | ------------------- | -------------------- | --- |
|            | АЕС Белене | 1           | ВВЕР-1000 | 1000            | 1987                | 2012                 | 1990 року через економічні та політичні причини будівництво зупинено. Відновлено 2005 року, але через ті самі причини остаточно зупинено 2012 року. |
| 2          | АЕС Белене | ВВЕР-1000   | 1000      | 1987            | 2012                |                      | 1990 року через економічні та політичні причини будівництво зупинено. Відновлено 2005 року, але через ті самі причини остаточно зупинено 2012 року. |

### Німеччина
| Зображення | Назва            | Енергоблоки | Реактори  | Потужність, МВт              | Початок будівництва          | Будівництво зупинено | Примітки                                                                                      |
| ---------- | ---------------- | ----------- | --------- | ---------------------------- | ---------------------------- | -------------------- | --------------------------------------------------------------------------------------------- |
|            | Штендальська АЕС | 1           | ВВЕР-1000 | 1000                         | 1982                         | 1991                 | До моменту відмови від будівництва два з чотирьох запланованих блоків мали готовність 30-50%. |
| 2          | Штендальська АЕС | ВВЕР-1000   | 1000      | 1984                         | 1991                         |                      | До моменту відмови від будівництва два з чотирьох запланованих блоків мали готовність 30-50%. |
| 3          | Штендальська АЕС | ВВЕР-1000   | 1000      | будівництво не розпочиналось | будівництво не розпочиналось |                      | До моменту відмови від будівництва два з чотирьох запланованих блоків мали готовність 30-50%. |
| 4          | Штендальська АЕС | ВВЕР-1000   | 1000      | будівництво не розпочиналось | будівництво не розпочиналось |                      | До моменту відмови від будівництва два з чотирьох запланованих блоків мали готовність 30-50%. |

### Куба
| Зображення | Назва       | Енергоблоки | Реактори | Потужність, МВт              | Початок будівництва          | Будівництво зупинено | Примітки |
| ---------- | ----------- | ----------- | -------- | ---------------------------- | ---------------------------- | -------------------- | --- |
|            | АЕС Хурагуа | 1           | ВВЕР-440 | 440                          | 1983                         | 1992                 | 1-й енергоблок був практично готовий, за винятком Автоматизованої системи керування технологічним процесом, яку мав монтувати Siemens, але через технічні причини пуск так і не відбувся. |
| 2          | АЕС Хурагуа | ВВЕР-440    | 440      | 1985                         | 1992                         |                      | 1-й енергоблок був практично готовий, за винятком Автоматизованої системи керування технологічним процесом, яку мав монтувати Siemens, але через технічні причини пуск так і не відбувся. |
| 3          | АЕС Хурагуа | ВВЕР-440    | 440      | будівництво не розпочиналось | будівництво не розпочиналось |                      | 1-й енергоблок був практично готовий, за винятком Автоматизованої системи керування технологічним процесом, яку мав монтувати Siemens, але через технічні причини пуск так і не відбувся. |
| 4          | АЕС Хурагуа | ВВЕР-440    | 440      | будівництво не розпочиналось | будівництво не розпочиналось |                      | 1-й енергоблок був практично готовий, за винятком Автоматизованої системи керування технологічним процесом, яку мав монтувати Siemens, але через технічні причини пуск так і не відбувся. |

### Польща
| Зображення | Назва         | Енергоблоки | Реактори | Потужність, МВт | Початок будівництва | Будівництво зупинено | Примітки |
| ---------- | ------------- | ----------- | -------- | --------------- | ------------------- | -------------------- | --- |
|            | АЕС Жарновець | 1           | ВВЕР-440 | 465             | 1983                | 1990                 | До моменту зупинки через політичні мотиви готовність блоків становила 37-40%, інфраструктури станції — 85%. |
| 2          | АЕС Жарновець | ВВЕР-440    | 465      | 1983            | 1990                |                      | До моменту зупинки через політичні мотиви готовність блоків становила 37-40%, інфраструктури станції — 85%. |
| 3          | АЕС Жарновець | ВВЕР-440    | 465      | йшла підготовка | йшла підготовка     |                      | До моменту зупинки через політичні мотиви готовність блоків становила 37-40%, інфраструктури станції — 85%. |
| 4          | АЕС Жарновець | ВВЕР-440    | 465      | йшла підготовка | йшла підготовка     |                      | До моменту зупинки через політичні мотиви готовність блоків становила 37-40%, інфраструктури станції — 85%. |

## Скасовані проекти
Крім зупинки будівництва станцій, на початку 90-х скасовано проекти АЕС, до спорудження енергоблоків яких йшла активна підготовка, готувалася інфраструктура, будувалися допоміжні споруди. До них належать:
- Волгоградська АТЕЦ (2 блоки ВВЕР-1000)
- Краснодарська АЕС (1 блок ВВЕР-1000)
- Одеська АТЕЦ (2 блоки ВВЕР-1000)
- Харківська АТЕЦ (2 блоки ВВЕР-1000)
- Чигиринська АЕС (4 блоки ВВЕР-1000)
- Азербайджанська АЕС (1 блок ВВЕР-1000)
- Грузинська АЕС (1 блок ВВЕР-1000)
- АЕС Варта (4 блоки ВВЕР-1000)
- АЕС Сінпхо (4 блоки ВВЕР-440/ВВЕР-640) — роботи зупинено 1991 року через відмову корейської сторони сплачувати вже виконані роботи[29]
- АЕС Сірт (2 блоки ВВЕР-440)[30][31] — роботи зупинено 1984 року на стадії обґрунтування майданчику і розробки проекту через розбіжності сторін[32][33]